# Myrmecocephalus arizonicus
Myrmecocephalus arizonicus är en skalbaggsart som först beskrevs av Thomas Casey 1906.  Myrmecocephalus arizonicus ingår i släktet Myrmecocephalus och familjen kortvingar. Inga underarter finns listade i Catalogue of Life.